# Ашё-ан-Амьенуа
Ашё-ан-Амьенуа́ (фр. Acheux-en-Amiénois) — коммуна на севере Франции, регион О-де-Франс, департамент Сомма, округ Амьен, кантон Альбер. Расположена в 28 км к северо-востоку от Амьена, в 17 км от автомагистрали N25.
Население (2018) — 589 человек.

## Достопримечательности
- Церковь Святых Кира и Жюльетты XVIII века

## Экономика
Уровень безработицы (2017) — 10,0 % (Франция в целом — 13,4 %, департамент Сомма — 15,9 %). 

Среднегодовой доход на 1 человека, евро (2018) — 20 980 (Франция в целом — 21 730, департамент Сомма — 20 320).

## Администрация
Администрацию Ашё-ан-Амьенуа с 2017 года возглавляет Анни Лемер (Annie Lemaire).

## Демография
Динамика численности населения, чел.